# روتا جرکا
روتا جرکا (به ایتالیایی: Rota Greca) یک کومونه در ایتالیا است که در استان کزنتزا واقع شده‌است. روتا جرکا ۱۳ کیلومتر مربع مساحت و ۱٬۲۸۷ نفر جمعیت دارد و ۵۱۰ متر بالاتر از سطح دریا واقع شده‌است.